# Seattle Seahawks 2016
La stagione 2016 dei Seattle Seahawks è stata la 41ª della franchigia nella National Football League, la 15ª giocata nel CenturyLink Field (precedentemente conosciuto come Qwest Field) e la settima con Pete Carroll come capo-allenatore. Il 23 ottobre, la squadra terminò con un risultato di 6-6 la gara contro gli Arizona Cardinals, il primo pareggio della storia della franchigia. In precedenza, i Seahawks erano la squadra più antica a non avere mai pareggiato una sola partita, incluse le gare di pre-stagione.
Con la vittoria nella settimana 15 contro i Los Angeles Rams, la squadra si aggiudicò il decimo titolo di division della sua storia, il terzo nelle ultime quattro stagioni. Nel primo turno di playoff, il 7 gennaio al CenturyLink Field, Seattle batté i Detroit Lions per 26-6 ma venne eliminata la settimana successiva nel divisional round in casa degli Atlanta Falcons.

## Scelte nel Draft 2016
| Scelte dei Seahawks nel Draft 2016 |        |                   |       |             |
| Giro                               | Scelta | Giocatore         | Ruolo | College     |
| 1                                  | 31     | Germain Ifedi     | OT    | Texas A&M   |
| 2                                  | 49     | Jarran Reed       | DT    | Alabama     |
| 3                                  | 90     | C.J. Prosise      | RB    | Notre Dame  |
| 3                                  | 94     | Nick Vannett      | TE    | Ohio State  |
| 3                                  | 97     | Rees Odhiambo     | G     | Boise State |
| 5                                  | 147    | Quinton Jefferson | DT    | Maryland    |
| 5                                  | 171    | Alex Collins      | RB    | Arkansas    |
| 6                                  | 215    | Joey Hunt         | C     | TCU         |
| 7                                  | 243    | Kenny Lawler      | WR    | California  |
| 7                                  | 247    | Zac Brooks        | RB    | Clemson     |

|  | Scelta compensatoria |

Note
- I Seahawks scambiarono la loro scelta del quinto giro con i Kansas City Chiefs per la safety Kelcie McCray.
- I Seahawks scambiarono la loro scelta del sesto giro con i Detroit Lions per il cornerback Mohammed Seisay.
- I Seahawks acquisirono una scelta del settimo giro nell'ambito dello scambio che portò il running back Christine Michael ai Dallas Cowboys.

## Staff
| Staff dei Seattle Seahwaks nel 2016 |
| --- |
| Organi dirigenziali - Chairman: Paul Allen - Presidente: Peter McLoughlin - General Manager: John Schneider Capo allenatore - Pete Carroll Altri allenatori - Forza e condizione – Chris Carlisle - Assistente forza e condizione – Mondray Gee - Assistente forza e condizione – Jamie Yancher Allenatori dell'attacco - Coordinatore offensivo: Darrell Bevell - Quarterback: Carl Smith - Assistente Quarterback: Dave Canales - Running Back: Sherman Smith - Wide Receiver: Kippy Brown - Tight End: Pat McPherson - Assistente della Offensive Line: Pat Ruel - Assistente attacco – Will Harriger - Controllo qualità attacco – Keith Carter Allenatori della difesa - Coordinatore difensivo: Kris Richard - Defensive Line – Travis Jones - Linebacker – Micheal Barrow - Assistente linebacker - Lofa Tatupu - Defensive Back – Andre Curtis - Controllo qualità difesa – John Glenn - Assistente difesa – John Glenn Allenatori dello special team - Coordinatore special team: Brian Schneider - Assistente special team: Nick Sorensen e Chad Morton |

## Roster
| Roster dei Seattle Seahawks nel 2016 |
| --- |
| Quarterback - 2 Trevone Boykin - 3 Russell Wilson Running Back - 36 Alex Collins - 32 Christine Michael - 22 C.J. Prosise - 34 Thomas Rawls Wide Receiver - 89 Doug Baldwin - 15 Jermaine Kearse - 16 Tyler Lockett RS - 6 Tanner McEvoy - 10 Paul Richardson Tight End - 88 Jimmy Graham - 81 Nick Vannett - 86 Brandon Williams - 82 Luke Willson Offensive Linemen - 68 Justin Britt C - 74 George Fant T - 79 Garry Gilliam T - 63 Mark Glowinski G - 53 Joey Hunt C - 76 Germain Ifedi G - 70 Rees Odhiambo G - 78 Bradley Sowell T - 73 J'Marcus Webb T Defensive Linemen - 56 Cliff Avril DE - 72 Michael Bennett DE - 55 Frank Clark DE - 98 Justin Hamilton DT - 99 Quinton Jefferson DT - 91 Cassius Marsh DE - 93 Tony McDaniel DT - 90 Jarran Reed DT - 77 Ahtyba Rubin DT Linebacker - 52 Brock Coyle MLB - 57 Mike Morgan OLB - 58 Kevin Pierre-Louis OLB - 54 Bobby Wagner MLB - 50 K.J. Wright OLB Defensive Back - 31 Kam Chancellor SS - 1 DeAndre Elliott CB - 20 Jeremy Lane CB - 33 Kelcie McCray SS - -- L.J. McCray SS - -- Dewey McDonald FS - 40 Tyvis Powell SS - 35 DeShawn Shead CB - 25 Richard Sherman CB - 27 Tharold Simon CB - 23 Steven Terrell FS - 29 Earl Thomas FS Special Team - 48 Nolan Frese LS - 4 Steven Hauschka K - 9 Jon Ryan P Lista delle riserve - 95 Tavaris Barnes DE (IR) - 42 Brandon Cottom TE (IR) - 30 Stanley Jean-Baptiste CB (IR) - 38 Tre Madden RB (IR) - 42 David Perkins DE - 26 Mohammed Seisay CB (IR) - 87 Ronnie Shields TE (IR) Squadra di allenamento - 64 Tylor Harris DE - 11 Kenny Lawler WR - 85 Marcus Lucas TE - -- Robert Myers G - 46 Kache Palacio LB - 75 Will Pericak G - 17 Rodney Smith WR - 59 Jordan Tripp LB - 18 Kasen Williams WR 53 attivi, 7 inattivi, 8 nella squadra di allenamento |
| Legenda - I rookie sono in corsivo. - Il primo ruolo è il principale mentre gli eventuali successivi indicano i ruoli secondari. - (IR) sta per Injured Reserve ed indica la lista ristretta per un solo giocatore infortunato che può tornare ad allenarsi dopo la settimana 6 e a rientrare in prima squadra dopo che questa ha giocato 8 partite. - (NF-Inj.) / (NF-Ill.) stanno rispettivamente per Non-Football Injured e Non-Football Illness ed indicano le liste dove viene inserito un giocatore che ha un infortunio o una malattia non dipendente dal football americano. - (PUP) sta per Physically Unable to Perform ed indica la lista dove viene inserito un giocatore mentre è in attesa di recuperare la condizione fisica. Nella stagione regolare dopo la sesta partita giocata dalla propria squadra, il giocatore ha tempo tre settimane per riprendere ad allenarsi, più tre settimane aggiuntive dal suo rientro agli allenamenti per rientrare in prima squadra. |

## Partite

### Pre-stagione
| Turno | Data         | Ora           | Avversario            | Risultato | Risultato | Stadio                   | TV   | Tabellino |
| Turno | Data         | Ora           | Avversario            | Punteggio | Record    | Stadio                   | TV   | Tabellino |
| ----- | ------------ | ------------- | --------------------- | --------- | --------- | ------------------------ | ---- | --------- |
| 1     | 13 agosto    | 1:30 p.m. PDT | at Kansas City Chiefs | V 17–16   | 1–0       | Arrowhead Stadium        | KCPQ | Recap     |
| 2     | 18 agosto    | 7:00 p.m. PDT | Minnesota Vikings     | S 11–18   | 1–1       | CenturyLink Field        | KCPQ | Recap     |
| 3     | 25 agosto    | 7:00 p.m. PDT | Dallas Cowboys        | V 27–17   | 2–1       | CenturyLink Field        | KCPQ | Recap     |
| 4     | 1º settembre | 7:00 p.m. PDT | at Oakland Raiders    | V 23–21   | 3–1       | Oakland Alameda Coliseum | KCPQ | Recap     |

### Stagione regolare

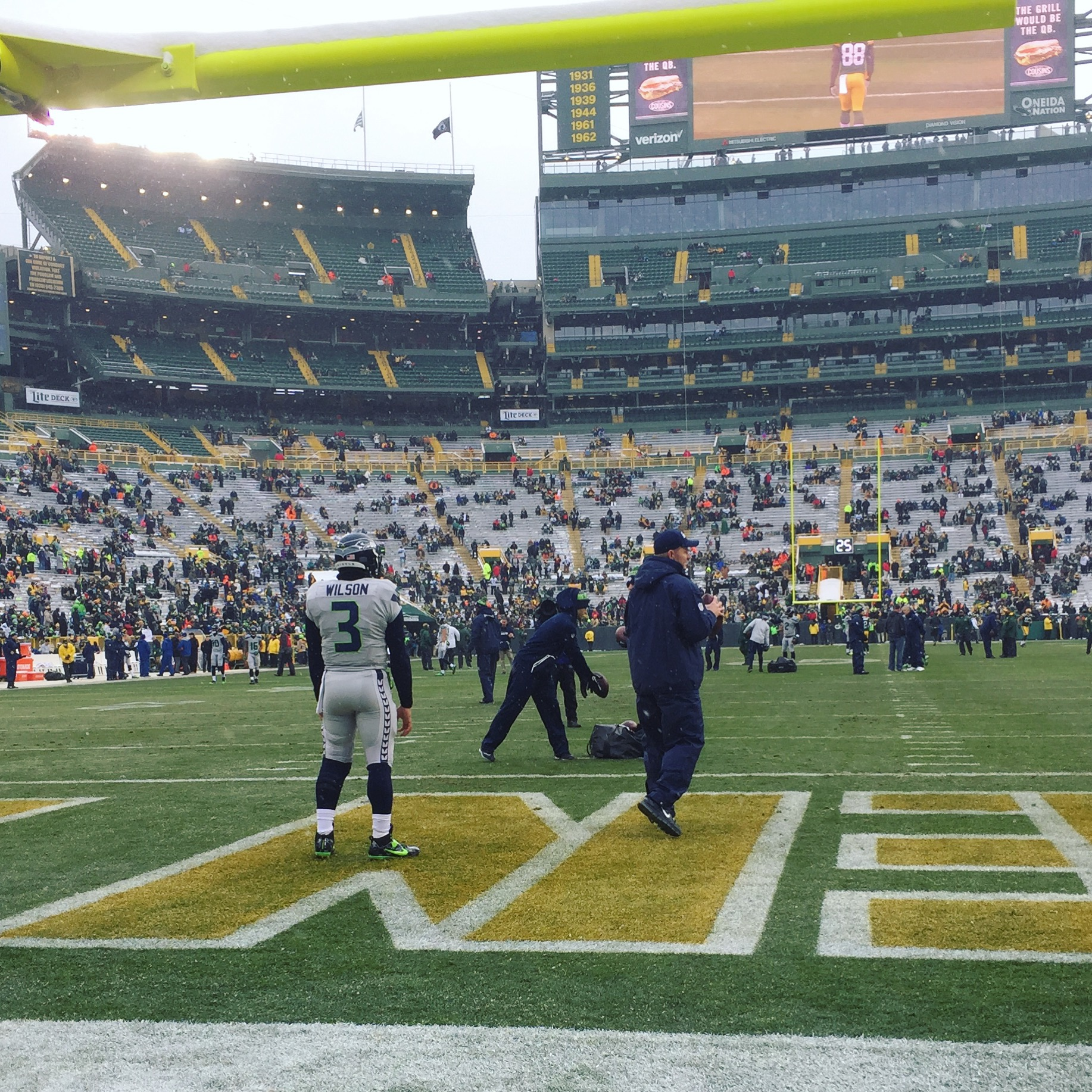
Russell Wilson al Lambeau Field nella gara della settimana 14

| Turno | Data               | Ora                | Avversario              | Risultato          | Risultato          | Stadio                        | TV                 | Tabellino          |
| Turno | Data               | Ora                | Avversario              | Punteggio          | Record             | Stadio                        | TV                 | Tabellino          |
| ----- | ------------------ | ------------------ | ----------------------- | ------------------ | ------------------ | ----------------------------- | ------------------ | ------------------ |
| 1     | 11 settembre       | 1:05 p.m. PDT      | Miami Dolphins          | V 12–10            | 1–0                | CenturyLink Field             | CBS                | Recap              |
| 2     | 18 settembre       | 1:05 p.m. PDT      | at Los Angeles Rams     | S 3–9              | 1–1                | Los Angeles Memorial Coliseum | Fox                | Recap              |
| 3     | 25 settembre       | 1:05 p.m. PDT      | San Francisco 49ers     | V 37–18            | 2–1                | CenturyLink Field             | Fox                | Recap              |
| 4     | 2 ottobre          | 10:00 a.m. PDT     | at New York Jets        | V 27–17            | 3–1                | MetLife Stadium               | Fox                | Recap              |
| 5     | Settimana di pausa | Settimana di pausa | Settimana di pausa      | Settimana di pausa | Settimana di pausa | Settimana di pausa            | Settimana di pausa | Settimana di pausa |
| 6     | 16 ottobre         | 1:25 p.m. PDT      | Atlanta Falcons         | V 26–24            | 4–1                | CenturyLink Field             | Fox                | Recap              |
| 7     | 23 ottobre         | 5:30 p.m. PDT      | at Arizona Cardinals    | P 6–6 (DTS)        | 4–1–1              | University of Phoenix Stadium | NBC                | Recap              |
| 8     | 30 ottobre         | 10:00 a.m. PDT     | at New Orleans Saints   | S 20–25            | 4–2–1              | Mercedes-Benz Superdome       | Fox                | Recap              |
| 9     | 7 novembre         | 5:30 p.m. PST      | Buffalo Bills           | V 31–25            | 5–2–1              | CenturyLink Field             | ESPN               | Recap              |
| 10    | 13 novembre        | 5:30 p.m. PST      | at New England Patriots | V 31–24            | 6–2–1              | Gillette Stadium              | NBC                | Recap              |
| 11    | 20 novembre        | 1:25 p.m. PST      | Philadelphia Eagles     | V 26–15            | 7–2–1              | CenturyLink Field             | CBS                | Recap              |
| 12    | 27 novembre        | 1:05 p.m. PST      | at Tampa Bay Buccaneers | S 5–14             | 7–3–1              | Raymond James Stadium         | Fox                | Recap              |
| 13    | 4 dicembre         | 5:30 p.m. PST      | Carolina Panthers       | V 40–7             | 8–3–1              | CenturyLink Field             | NBC                | Recap              |
| 14    | 11 dicembre        | 1:25 p.m. PST      | at Green Bay Packers    | S 10–38            | 8–4–1              | Lambeau Field                 | Fox                | Recap              |
| 15    | 15 dicembre        | 5:25 p.m. PST      | Los Angeles Rams        | V 24–3             | 9–4–1              | CenturyLink Field             | NBC/NFLN/Twitter   | Recap              |
| 16    | 24 dicembre        | 1:25 p.m. PST      | Arizona Cardinals       | S 31–34            | 9–5–1              | CenturyLink Field             | Fox                | Recap              |
| 17    | 1º gennaio         | 1:25 p.m. PST      | at San Francisco 49ers  | V 25–23            | 10–5–1             | Levi's Stadium                | Fox                | Recap              |

Note
- Gli avversari della propria division sono in grassetto.
- Gli orari delle gare della domenica dalla settimana 5 alla 17 sono soggette a variazioni.

### Playoff
| Turno      | Data            | Avversario (seed)      | Risultato | Risultato | Stadio            | Tabellino |
| Turno      | Data            | Avversario (seed)      | Punteggio | Record    | Stadio            | Tabellino |
| ---------- | --------------- | ---------------------- | --------- | --------- | ----------------- | --------- |
| Wild Card  | 7 gennaio 2017  | Detroit Lions (6)      | V 26–26   | 1–0       | CenturyLink Field | Recap     |
| Divisional | 14 gennaio 2017 | at Atlanta Falcons (2) | S 20–36   | 1–1       | Georgia Dome      | Recap     |

## Classifiche

### Division
| NFC West             | NFC West | NFC West | NFC West | NFC West | NFC West | NFC West | NFC West | NFC West | NFC West |
|                      | V        | S        | P        | %        | DIV      | CONF     | PF       | PS       | Str.     |
| -------------------- | -------- | -------- | -------- | -------- | -------- | -------- | -------- | -------- | -------- |
| (3) Seattle Seahawks | 10       | 5        | 1        | .656     | 3–2–1    | 6–5–1    | 354      | 292      | V1       |
| Arizona Cardinals    | 7        | 8        | 1        | .469     | 4–1–1    | 6–5–1    | 462      | 368      | V2       |
| Los Angeles Rams     | 4        | 12       | 0        | .250     | 2–4      | 3–9      | 230      | 438      | S7       |
| San Francisco 49ers  | 2        | 14       | 0        | .125     | 2–4      | 2–10     | 309      | 480      | S1       |

## Leader della squadra

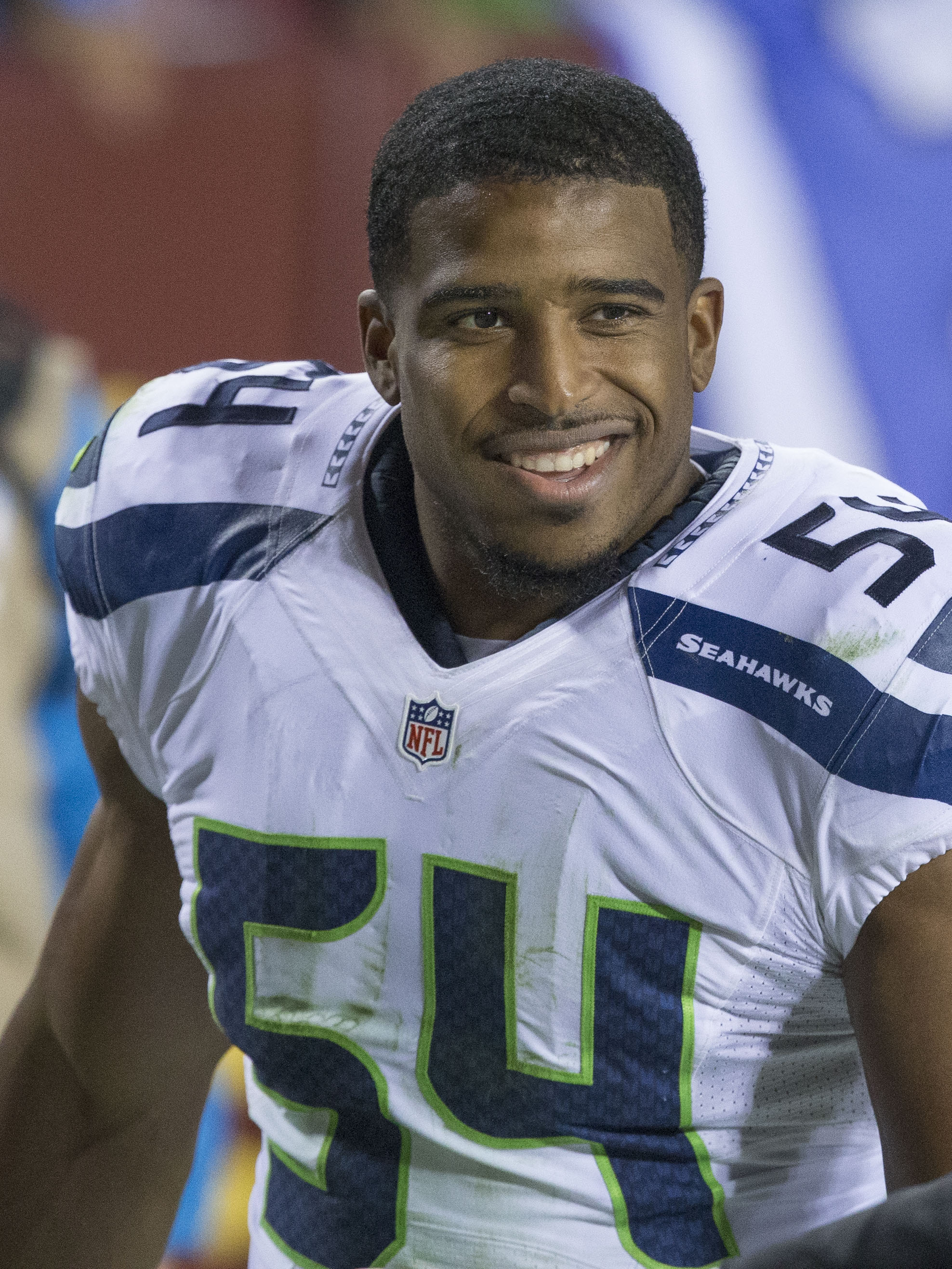
Nel 2016, Bobby Wagner guidò la NFL con 167 tackle

| Leader della squadra   |                   |             |
| Categoria              | Giocatore         | N.          |
| Yard passate           | Russell Wilson    | 4.219 yard† |
| Touchdown passati      | Russell Wilson    | 21          |
| Yard corse             | Christine Michael | 469 yard    |
| Touchdown su corsa     | Christine Michael | 6           |
| Yard ricevute          | Doug Baldwin      | 1.128 yard  |
| Touchdown su ricezione | Doug Baldwin      | 7           |
| Tackle totali          | Bobby Wagner      | 167†        |
| Sack                   | Cliff Avril       | 11,5        |
| Intercetti             | Richard Sherman   | 4           |
| Punti segnati          | Steven Hauschka   | 128 punti   |

† Leader stagionale NFL
† Nuovo record di franchigia

## Premi individuali

### Pro Bowler
Inizialmente, i Seahawks ebbero quattro giocatori selezionati per il Pro Bowl 2017:
- Cliff Avril DE (prima convocazione)
- Michael Bennett DE (seconda convocazione)
- Richard Sherman CB (quarta convocazione)
- Bobby Wagner LB (terza convocazione)

In seguito, per sostituire dei giocatori infortunati, ottennero altre tre convocazioni, terminando così la sesta stagione consecutiva con almeno cinque selezioni e la terza consecutiva con almeno sette:
- Doug Baldwin WR (in sostituzione dell'infortunato Larry Fitzgerald; prima convocazione)
- Jimmy Graham TE (in sostituzione dell'infortunato Jordan Reed; quarta convocazione)
- K.J. Wright LB (in sostituzione dell'infortunato Ryan Kerrigan; prima convocazione)

### All-Pro
Due giocatori vennero inseriti nella formazione ideale della stagione All-Pro:
- Bobby Wagner LB, First-team
- Tyler Lockett KR, Second-team

### Premi settimanali e mensili
- Jon Ryan: miglior giocatore degli special team della NFC della settimana 4
- Cliff Avril: miglior difensore della NFC del mese di ottobre
- Kam Chancellor: miglior difensore della NFC della settimana 10[9]